# Frank Dehne
Frank Dehne est un joueur allemand de volley-ball né le 14 février 1976 à Berlin. Il mesure 2,02 m et joue passeur. Il totalise 293 sélections en équipe d'Allemagne.

## Clubs
| Club                        | Pays      | De        | À         |
| --------------------------- | --------- | --------- | --------- |
| SCC Berlin                  | Allemagne | 1997-1998 | 2002-2003 |
| Rennes Étudiants Club       | France    | 2003-2004 | 2003-2004 |
| Lube Banca Macerata         | Italie    | 2004-2005 | 2004-2005 |
| Codyeco Santa Croce         | Italie    | 2005-2006 | 2005-2006 |
| Tonno Callipo Vibo Valentia | Italie    | 2006-2007 | 2006-2007 |
| Volley Città di Corigliano  | Italie    | sep 2007  | déc 2007  |
| Mlekpol AZS Olsztyn         | Pologne   | déc 2007  | mai 2008  |
| Marmi Lanza Vérone          | Italie    | 2008-2009 | 2008-2009 |
| Galatasaray Istanbul        | Turquie   | 2009-2010 | …         |

## Palmarès
- Coupe de la CEV (1)
  - Vainqueur : 2005
- Championnat d'Allemagne (1)
  - Vainqueur : 2003
  - Finaliste : 2000, 2002
- Coupe d'Allemagne (1)
  - Vainqueur : 2000